# 제3함대 (대한민국)
제3함대(第三艦隊, 영어: Republic of Korea Navy 3rd Fleet)는 해군작전사령부 예하의 남해를 경비, 방어하는 대한민국 해군의 함대이다. 전라남도 영암군 목포 해군기지에 본부가 있다.

## 역사
1946년 9월 23일 조선해양경비대 부산기지로 창설되었다.
1973년 5월 22일, 부산, 목포, 제주 경비부가 군관구화되어 각각 제2,3,6해역사령부로 재편성되었다.
1986년 2월 1일, 제2,3,6해역사령부를 제3함대로 재편성되었다.
2007년 11월 15일, 전라남도 영암군에 위치한 목포 해군기지로 옮겨갔다. 2007년 12월 28일 링크스 헬리콥터로 구성된 항공대대가 창설되었다.
2015년 1월 30일, 제31, 32, 33전대의 3개 전투전대를 집단화한 제3해상전투단이 창설되었다. 제3해상전투단장은 함대부사령관(대령)이 겸직한다
2015년 12월 1일, 제주해군기지의 개설로 기지전대가 창설되었다.

## 편성

### 부대
- 제3해상전투단
  - 제31구축함전대
  - 제32초계함전대
  - 제33고속정전대
- 제3전비전대
- 제3항공대대
- 제주해군기지전대 (OPCON)

### 함선
- 대구급 호위함
- FFG-819 경남
- 인천급 호위함
  - FFG-813 전북 - 함대 기함
  - FFG-817 광주
- 울산급 호위함
  - FF-957 전남 - 2022년 12월 30일 퇴역
- 포항급 초계함
  - PCC-767 순천 - 2019년 12월 24일 퇴역
  - PCC-775 성남 - 2021년 12월 29일 퇴역
  - PCC-777 대천 - 2023년 12월 28일 퇴역
- 윤영하급 고속함
  - PKG-726 한문식
  - PKG-727 김창학
  - PKG-728 박동진
  - PKG-732 전병익

## 사진

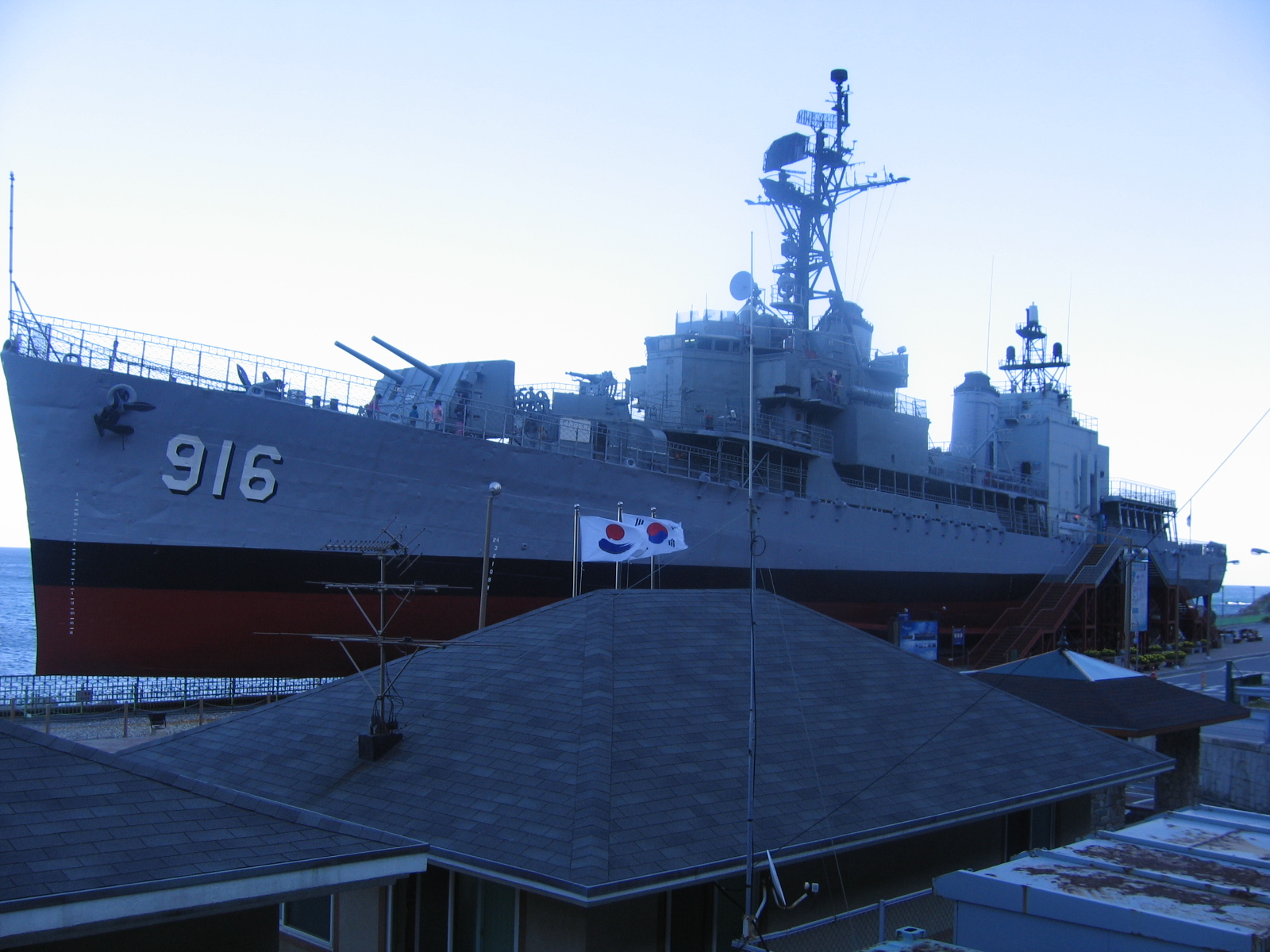
전북함

## 참고
1. ↑  조근영 (2011년 9월 23일). “3함대 창설 65주년 기념식.."남방해역 사수결의"”. 메일경제 뉴스. 2012년 4월 21일에 확인함.[깨진 링크(과거 내용 찾기)]
2. ↑  박경우 (2007년 11월 22일). “해군 제3함대 '목포시대 출항'”. 한국일보. 2012년 4월 21일에 확인함.
3. ↑  이석종 (2007년 12월 28일). “해군3함대사령부 직할 항공대대 창설”. 국방일보. 2019년 10월 24일에 원본 문서에서 보존된 문서. 2012년 4월 21일에 확인함.
4. ↑  구경근 (2015년 1월 31일). “해군, 함대사령부 예하 해상전투단 창설”. MBC 뉴스. 2015년 2월 2일에 확인함.